# Crepidium klimkoanum
Crepidium klimkoanum är en orkidéart som beskrevs av Marg.. Crepidium klimkoanum ingår i släktet Crepidium, och familjen orkidéer.
Artens utbredningsområde är Thailand. Inga underarter finns listade i Catalogue of Life.